# Brauerei Lüdde

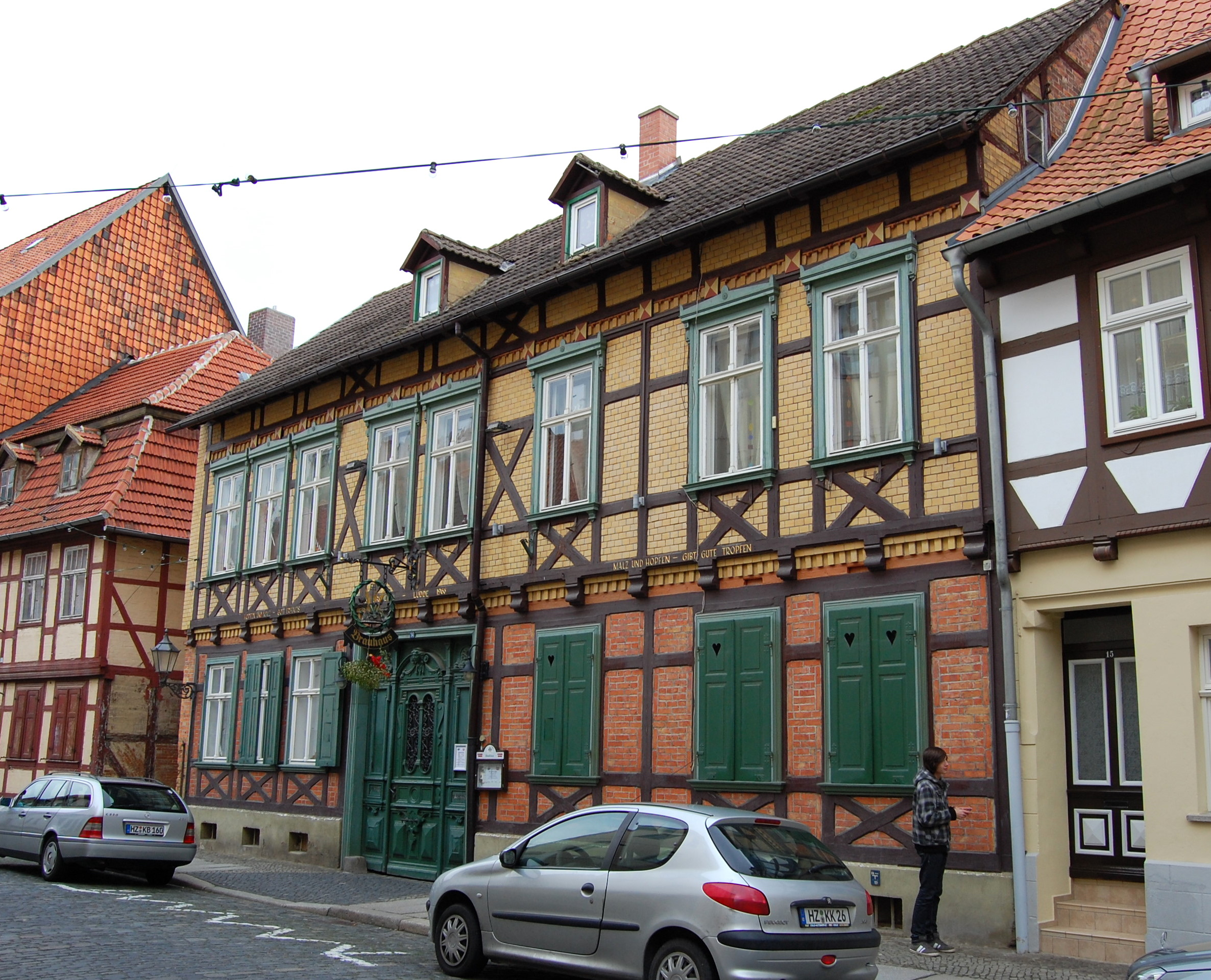
Brauerei Lüdde

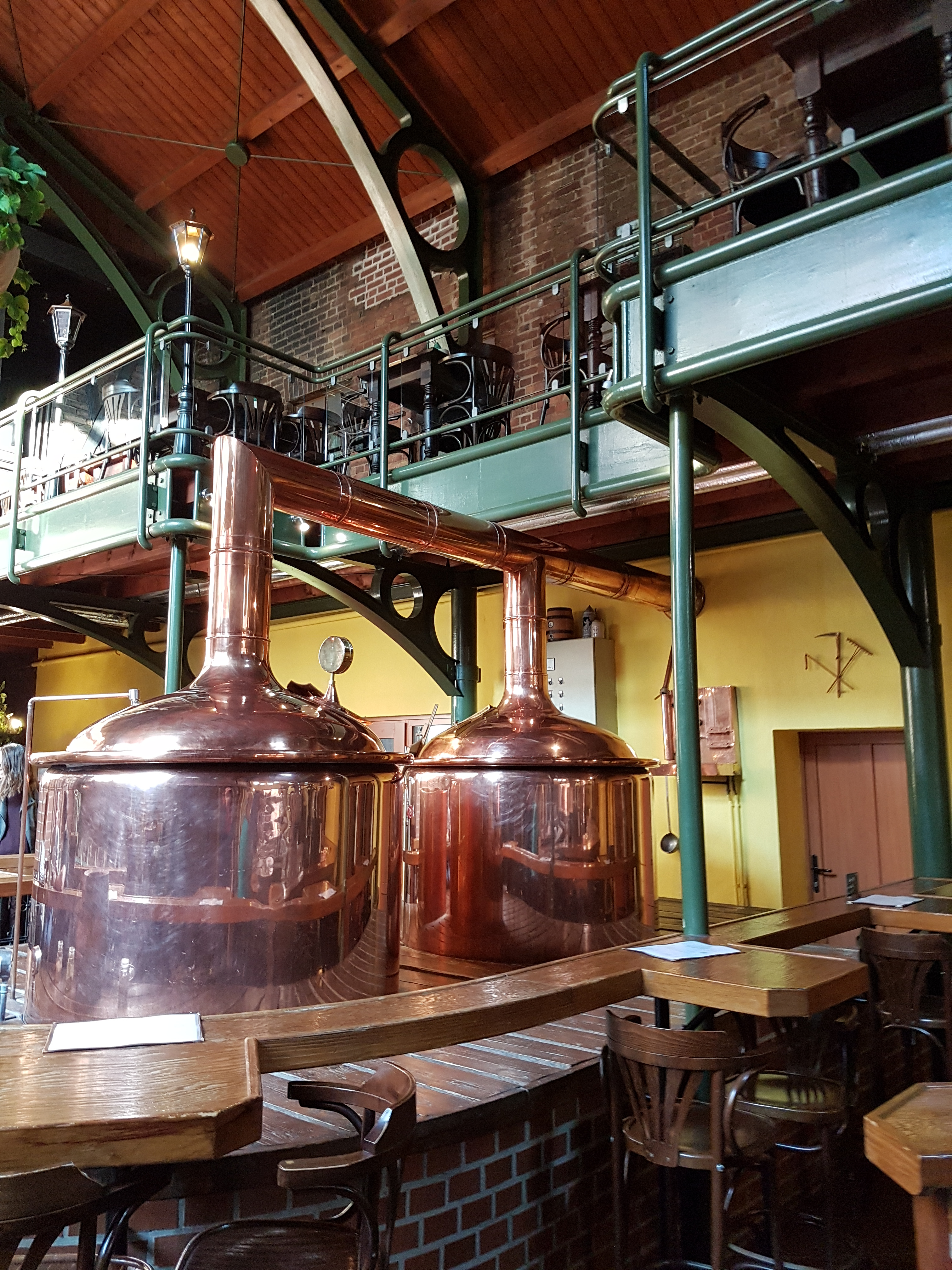
Sudwerk, 2019

Die Brauerei Lüdde ist eine denkmalgeschützte Brauerei in der Stadt Quedlinburg in Sachsen-Anhalt. Bei der Gasthausbrauerei handelt sich um die einzige erhaltene Brauerei Quedlinburgs.

## Lage
Das Haus befindet sich an der Adresse Blasiistraße 14, südwestlich des Marktplatzes der Stadt. Östlich des Gebäudes mündet eine kleine Gasse in die Blasiistraße, an der sich das gleichfalls denkmalgeschützte Haus Blasiistraße 12 befindet.

## Geschichte
An der Stelle der heutigen Brauerei wurde 1807 die Schreibersche Braunbierbrauerei gegründet. Der Betrieb wurde 1876 von dem aus Schöningen stammenden Carl-Friedrich Lüdde übernommen. Er errichtete die noch heute vorhandenen Gebäude. Eine Bauinschrift verweist auf das Baujahr 1876. Es wurde Braunbier gebraut. Die Kunden, denen das Bier mit Pferdewagen geliefert wurde, mussten das unreife Bier mit Wasser mischen, auf Bügelflasche ziehen und dann über einige Tage reifen lassen. Da der Genuss des unreifen Biers zu Magenproblemen führte, bürgerte sich im Volksmund die Bezeichnung Pubarschknall ein, mit der noch heute das Bier vermarktet wird.
Die Brauerei expandierte und belieferte in den 1930er Jahren Kundschaft im Umkreis von etwa 60 Kilometern. Sowohl in Magdeburg und Nordhausen als auch im Eichsfeld wurden Kunden beliefert. Für die Auslieferung standen vier zweispännige Pferdewagen und 14 Kleinlastwagen zur Verfügung.  
In der Zeit des Zweiten Weltkriegs musste die Produktion unterbrochen werden. Georg Lüdde nahm die Produktion im Herbst 1945 wieder auf. Allerdings ging der Absatz zurück. Die Anlagen waren modernisierungsbedürftig, darüber hinaus waren am Markt zwischenzeitlich modernere Getränke gefragt und das wirtschaftliche Klima für private Unternehmen in der DDR ungünstig. 65-jährig stellte Georg Lüdde daher am 1. Oktober 1966 den Betrieb ein.
Nach der politischen Wende des Jahres 1989 erwarb die Familie der Nichte Georg Lüddes die in schlechtem baulichen Zustand befindlichen Brauereigebäude. Es erfolgte der Umbau zu einer Gasthausbrauerei. Der Hof wurde in Anlehnung an den Stil der Gründerzeit überbaut und zum Gastraum umgebaut. Dort wurde auch ein Zwei-Geräte-Sudwerk aufgestellt. In den ehemaligen Pferdeställen sind nun Lagerräume untergebracht.
Neben dem obergärigen Braunbier Pubarschknall werden auch Pilsener Bier, Schwarzbier sowie Bock- und Weizenbier gebraut.
Zur Anlage gehört auch ein Hotel und ein Biergarten. Das Hotel „Zum Brauhaus“ nutzt das benachbarte Grundstück Blasiistraße 13, Carl-Ritter-Straße 1.

## Architektur
Die Brauerei wurde 1876 gebaut. Das als Wohnhaus errichtete Vordergebäude entstand als Fachwerkhaus und weist Stilelemente des Klassizismus und Historismus auf. Im Sudhaus befindet sich eine bemerkenswerte Dachkonstruktion, die ebenfalls aus der Gründerzeit stammt. In die Gebäude wurden zwei ältere Fachwerkbauten einbezogen.
Im Denkmalverzeichnis des Landes Sachsen-Anhalt ist die Brauerei unter der Erfassungsnummer 094 45528 als Baudenkmal verzeichnet.